# Howard Gardner
Howard Gardner, född 11 juli 1943 i Scranton, Pennsylvania, är en amerikansk pedagog och utvecklingspsykolog. Han är känd för att ha lanserat teorin om multipel intelligens.

## Biografi
Howard Gardners föräldrar Ralph och Hilde Gardner var judar som flydde från Tyskland till USA före andra världskriget. Howard Gardner hade först planer på att bli musiker och var en lovande pianist, men valde i stället att studera historia, sociologi och psykologi vid Harvard College. Därefter studerade han filosofi och sociologi vid London School of Economics, och blev professor i Kognition och pedagogik vid Harvard Graduate School of Education 1986. Vid Harvard startade han Project Zero som är en akademisk plattform för studiet av högre kognitiva processer särskilt med avseende på kreativitet och konstnärligt utövande.
Howard Gardner är professor i kognition och pedagogik vid Harvard Graduate School of Education, professor i psykologi vid Harvard universitet, professor i neurologi vid Boston University School of Medicine och hedersmedlem av Harvard Project Zero. Därtill har han erhållit tjugo hederstitlar från universitet över hela världen. Gartner var en av huvudtalarna på The International Conference on Thinking i Norrköping. när Sverige var värdland 2007. 
Han är gift med psykologiprofessorn Ellen Winner, och de har fyra barn.

## Multipel intelligens
1983 publicerade Howard Gardner Frames of Mind - The Theory of Multiple Intelligences (De sju intelligenserna), vilken har fått ett oerhört genomslag i synen på intelligens, pedagogik, och karriärstrategi. 1999 publicerade Gardner Intelligence Reframed (Intelligenserna i nya perspektiv) där han utökar antalet intelligenser med två, natur- och existentiell intelligens. Enligt Gardner finns det således nio olika slags intelligenstyper:
- Lingvistisk
- Musikalisk
- Visuell/Spatial
- Kroppslig/Kinestetisk
- Social
- Självkännedom
- Logisk-matematisk
- Naturintelligens
- Existentiell

Dessa intelligenstyper ska inte ses som klart distinkta, och människor har i regel förmåga till alla nio typerna mer eller mindre, men vanligen är en eller fler typer mer framträdande hos en människa. Gardner poängterar att under spädbarnets utveckling är typerna avhängiga och samspelar med varandra. 
Gardner diskuterar dessa intelligenstyper som bestående av bland annat medfödd, biologiskt betingad talang, upplärd och inövad färdighet, samt sociokulturella och antropologiska ideal. Det västerländska samhället har värderat de matematisk-logiska och lingvistiska typerna på bekostnad av de andra, menar Gardner, och förespråkar en undervisningsmiljö där alla typer stimuleras och integreras med varandra. Utbildningsprocessen ser Gardner som en stegvis kognitiv utveckling, som handlar om att skaffa sig kunskap om den kulturella symbolvärlden.
Vid sidan av intelligens ser Gardner andra viktiga parametrar för vad som gör en människa framgångsrik, till exempel motivation, originalitet, sunt förnuft, vishet och metaforisk förmåga.
Med denna bok kom Gardner att reformera det amerikanska skolsystemet. De sju intelligenserna har även nått utanför skolans värld, bland annat inom psykologin används Gardners teori i utformandet av karriärprofiler.

### Gardners 5 kriterier
1. Representationer
  - Mentala representationer är nödvändiga för att förklara kognitiva processer och dess påverkan på beteende. Till skillnad från behaviorismen inom psykologi och filosofi menar kognitionsvetenskapen (i och med den kognitiva revolutionen) att det är möjligt och nödvändigt att vetenskapligt pröva teorier som är baserade på icke direkt observerbara mentala representationer för att förklara mänskligt kognitivt beteende.
  - Inom olika vetenskaper kan analysnivån variera - partiklar, celler, neuroner, hjärnan, sociala grupper, ekonomiska system, ekologiska system och Mentala representationer är alltså analysnivån för kognitionsvetenskapen. Det räcker inte att tala om neuroner eller personliga upplevelser genom introspektion. För att förklara mänskligt beteende behövs förklaringar baserade på våra intentionella tillstånd uttryckta som mentala representationer.
2. Datorer
  - Datavetenskapen influerar kognitionsvetenskapen på två olika sätt: som metafor och som verktyg. I den traditionella kognitionsvetenskapliga modellen liknas människans kognition med en dators informationsprocessande. På samma sätt som datorns program har möjlighet att påverka dess komponenter (i förlängningen dess beteende), kan kognition som informationsprocess (symbolmanipulering) påverka beteendet. Datorer används också som ett verktyg inom området artificiell intelligens (AI) och kognitiv modellering. Genom att konstruera modeller som kan köras på en dator (eller robot) kan man pröva olika typer av teorier och idéer. AI kan även handla om att studera människans kognition för att skapa bättre datorprogram.
3. Bortse från känslor, historia, och kontext
  - Kognitionsvetenskapen undviker så långt som möjligt att inkludera aspekter som känslor/emotioner, historiska faktorer och kontextuella/situationsberoende faktorer. Att kognitionsvetenskapen bortser från känslor är den mest kontroversiella av Gardners punkter (se nedan).
4. Tvärvetenskaplighet 
  - Kognitionsvetenskapen omfattar flera olika fält, i förening eller samarbete. Tvärvetenskap medför dock också speciella problem, krockar, när olika teoribildningar ska mötas.
5. Starkt förankrad i klassiska filosofiska problem 
  - Kognitionsvetenskapen väcker ofta frågor som har att göra med epistemologi och ontologi, det vill säga "Vad är kunskap?", "Hur vet vi att vi vet något?" och ”Hur är världen beskaffad?”.

### Kritik
Intelligenstest och psykometri har i allmänhet funnit höga korrelationer mellan olika aspekter av intelligens, i stället för de låga korrelationer som Gardners teori förutspår, vilket stöder den rådande teorin om generell intelligens snarare än multipla intelligenser (MI). Teorin om multipla intelligenser har kritiserats av den traditionella psykologins företrädare för sin brist på empiriska bevis och sitt beroende av subjektiva bedömningar.